# Hosszúrév
Hosszúrév település Romániában, Szilágy megyében.

## Fekvése
Nagyilondától nyugatra, a Szamos folyó mellett, Lemény és Révkörtvélyes közt fekvő település.

## Története
Hosszúrév nevét az oklevelek 1530-ban említették először Rostolczfalva néven.
1543-ban Rostosfalwa, 1566-ban Rastolcz, 1567-ben Raztoch, 1720-ban Réstolltz, 1890-ben Hosszúrév-nek írták.
Nevét a szláv Rastoka, Rostoka', restoka szóból veszi, melynek magyar jelentése folyamág, vagyis olyan helyet jelent, ahol a folyó szétágazik, mint itt, ahol a Szamos erősen északnak irányul és hirtelen megtörve dél felé veszi útját.
Rastolc 1525-1530 között keletkezett település.
1525-ben Drágffy János kis-nyiresi Hosszú Péter-nek és Tamásnak megengedte egy falu alapítását és ott egy malom építését engedélyezte, és a falu vajdaságát is neki ajándékozta.
1530-ban pedig özvegy Drágffy Jánosné Homonnai Drugeth Katalin e Hosszú Tamást és utódait már mint Resztolcsiakat a jobbágyságból felszabadította.
1553-ban Drágffy György és Ramás vajda birtoka volt.
1566-ban Izabella királyné az utód nélkül elhalt Drágffy György birtokát bátori (ecsedi) Báthori Györgynek és nejének, somlyói Báthory Annának adományozta.
1567-ben beregszói Hagymási Kristóf kapta II. János királytól.
1603. évi urbárium szerint a kis-nyiresi járáshoz tartozott, de a megelőző háborúban a falu teljesen leégett és elpusztult.
1650-ben Kővárhoz tartozó „fiskális” birtok volt.
1651-ben a nemes Hosszú családé volt.
1702-ben birtokosai voltak petki Nagy Pál, a Hosszú, Durus és a Máramarosból jött Dolha családok.
1820-ban Katona Zsigmond és Pál, Rácz Éva és Zsuzsánna, Felszegi István és Váradi Ferenc birtoka volt.
Az 1800-as évek végén lakosai román földművesek voltak, akik mészégetéssel is foglalkoztak.
Ruházatuk házilag készült kendervászon, gyapjú harisnya, guba volt. Házuk, gazdasági épületeik fából épültek (rakófa) szalmafedél alatt.
Táplálékuk zöldség, tejnemű, és ritkán hús is. Kenyerük málé volt.
Gyümölcseik közül főleg a besztercei szilvát szaporították.
1891-ben343 lakosából 20 római katolikus, 300 görögkatolikus, 10 református, 18 izraelita volt.
A település a 20. század elején Szolnok-Doboka vármegye Nagyilondai járásához tartozott.
1910-ben 403 lakosa volt, ebből 38 magyar, 10 német, 323 román, 32 cigány volt, melyből 358 görögkatolikus, 17 református, 25 izraelita volt.

## Nevezetességek
- Görögkatolikus fatemplomát 1812-ben Hosszu Miklós építtette. 1824-ben szentelték fel Mihály és Gábor angyalok tiszteletére. Anyakönyvet 1826-tól vezetnek.
- Hosszúrév nevezetessége egy kétszáz éves parasztház, melynek egyetlen lakója a kilencvenéves Iuliana Câmpean  Archiválva 2014. május 12-i dátummal a Wayback Machine-ben

## Ismert emberek
- Itt született 1916. január 31-én Zörgő Benjamin pszichológus, lélektani szakíró.